# Otus gurneyi
El búho de Mindanao o lechuzón gigante (Otus gurneyi), es una especie de ave strigiforme de la familia Strigidae nativa de Filipinas. Está amenazado por la pérdida de hábitat.

## Taxonomía
Fue descrito originalmente como Pseudoptynx gurneyi, y posteriormente como Mimizuku gurneyi, ahora es parte del género Otus.

## Descripción
Es un ave de tamaño mediano con una longitud de alrededor de 30 cm. Tiene un disco facial de color marrón rojizo con borde negro, rayas blancas por encima de los ojos y penachos prominentes en los oídos. La parte posterior de la cabeza y las partes superiores del cuerpo son de color marrón rojizo, marcados con rayas negras y con una línea de estrías blancas en los escapularios. Las partes inferiores son blanquecinas con trazas de color marrón rojizo y marcas negras.

## Distribución y hábitat
Sólo se conoce de las islas de Dinagat, Siargao y Mindanao en las Filipinas. Habita en bosques primarios y secundarios, principalmente a altitudes inferiores a los 670 metros, aunque ha sido visto hasta los 1300 metros. A veces frecuenta bosques parcialmente talados de Dipterocarpaceae.

## Estatus y conservación
Está clasificado como "vulnerable" por la IUCN en su Lista Roja de Especies Amenazadas. Esto se debe a que la población está disminuyendo debido a la destrucción de su hábitat por la deforestación y por la extracción de cromita. Esta ave no era una especie común y se piensa que en 1999 había entre 3500 y 15000 individuos. De las tres islas en las que se encuentra, Dinagat ha sido casi completamente desprovista de bosques, mientras que en Sámar y Mindanao casi todo el bosque restante ha sido arrendado a empresas mineras o madereras.